# Seznam představitelů Afghánistánu
Seznam státních představitelů Afghánistánu zahrnuje hlavy afghánského státu od získání plné suverenity v roce 1919.

## Králové
- Amanulláh (1919–1929), do roku 1926 emír
- Habíbulláh (II.) (1929), vzbouřenec
- Muhammad Nádir Šáh (1929–1933)
- Muhammad Záhir Šáh (1933–1973)

## Prezidenti
- Muhammad Dáúd Chán (1973–1978)
- Núr Muhammad Tarakí (1978–1979), LDSA[pozn. 1]
- Hafizulláh Amín (1979), LDSA
- Babrak Karmal (1979–1986), LDSA
- Muhammad Nadžíbulláh (1987–1992), LDSA
- Abdurrahmán Hatís (1992)
- Sibghatulláh Mudžaddadí (1992)
- Burhánuddín Rabbání (1992–1994/1996)
- Hámid Karzaj (2002–2004 prozatímní, 2004–2014 oficiální)
- Ašraf Ghaní (faktický vládce 2014–2021; 2021-dosud v exilu)

## Kníže věřících
- mullá Muhammad Umar (1996–2001[pozn. 2])
- mullá Hajbatulláh Achúndzáda (2021[pozn. 3]-dosud)